# Ingria (regione storica)
L'Ingria (in estone Ingeri o Ingerimaa; in finlandese Inkeri o Inkerinmaa; in russo Ингрия?, Ingrija, Ижора, Ižora oppure Ингерманландия, Ingermanlandija; in svedese Ingermanland) è una regione geografica che comprende storicamente le aree lungo il bacino del fiume Neva tra il golfo di Finlandia, il fiume Narva, il lago dei Ciudi a sud-est, e il lago Ladoga a nord-est. Il confine storico con la Carelia seguiva il corso del fiume Sestra nel nord-est.
L'Ingria non ha mai formato una nazione propriamente intesa, fatta eccezione per un breve periodo storico (1920) durante il quale una fetta della regione agì come Stato sovrano con l'intento di essere accorpata alla Finlandia. La lingua ingrica è ad alto rischio, contando al 2010 soli 120 locutori: ciononostante, oggigiorno ancora molte persone riconoscono la loro eredità culturale di ingriani.
L'Ingria storica ricopre approssimativamente la stessa area dei rajon di Kingisepp, Lomonosov, Volosovo, Gatchina, Tosno, Kirovsk e Vsevolozhsk nell'oblast' di Leningrado. Essa comprendeva anche le città storiche di Schlüsselburg, Jamburg (attuale Kingisepp) e Ivangorod e, dopo il 1703 (anno della sua fondazione), San Pietroburgo, la nuova capitale russa.

## Geografia

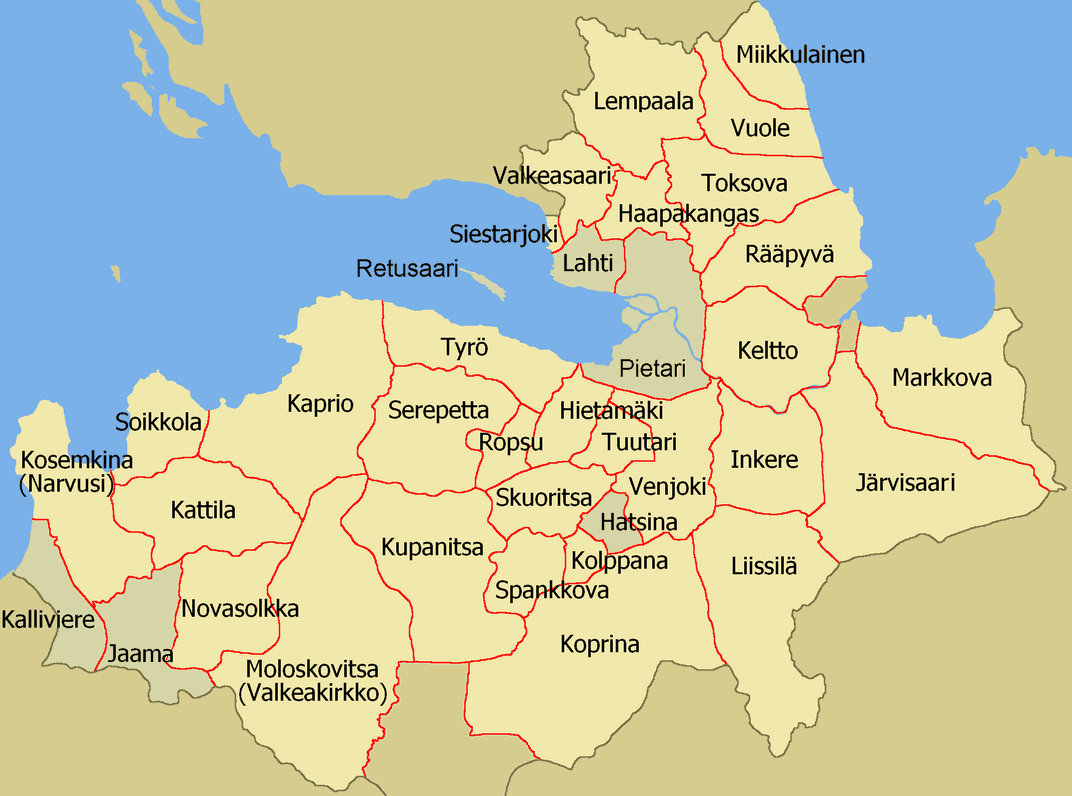
Suddivisione delle diocesi dell'Ingria negli anni trenta del XX secolo

La parte orientale dell'Ingria dal fiume Sestra al corso medio del fiume Oredež nei secoli XII-XVIII era chiamata terra di Ižora, mentre la parte occidentale dalla foce della Neva (dalla foce dei fiumi Strelka) e Oredež al fiume Narva.
Nel 1706 queste terre entrarono a far parte della vasta provincia dell'Ingria, che nel 1711 fu convertita nel governatorato di San Pietroburgo. Negli anni 1803-1926, la regione faceva parte delle cinque contee in cui si frammentò la provincia di San Pietroburgo.
Nel 1927, la provincia di Leningrado fu trasformata nell'oblast' di Leningrado: si deve tenere presente che, da allora, i confini sono spesso mutati e, il più delle volte, senza seguire le demarcazioni storiche. Oggi seguono i confini delle parrocchie finlandesi luterane che esistevano negli anni trenta del XX secolo. A livello amministrativo, l'Ingria è compresa nelle seguenti entità territoriali: Volosovskij, Vsevoložskij, Gatčinskij, Kingiseppskij, Lomonosovskij, Tosnenskij, nonché la parte occidentale del distretto di Kirovskij fino al fiume Lava.
L'Ingria occupa una superficie di circa 15000 km².

## Etimologia
Esistono diverse ricostruzioni che sono state avanzate sull'origine dei toponimi principali:
- Ingria:
  - Proverrebbe, secondo una prima tesi, dal finlandese inkeri maa ("paese bellissimo"), che ha dato il nome al fiume Ižora (Inkeri, Ingeri);[13]
  - Una seconda ricostruzione, presentata una prima volta da Vasilij Tatiščev e poi sostenuta e sviluppata da A. M. Sjogren, fa riferimento al nome della principessa svedese, moglie di Jaroslav I di Kiev, Ingigerda (in svedese Ingegerd, in finlandese Ingeri, Inkeri, Inko);[13][14]
  - La terza versione è proposta dallo stesso Vasilij Tatiščev sulla base delle Cronache di Ioachim, che collega il toponimo al nome personale del figlio di Rjurik, il principe Igor' (Ingor, Ingvar).[15]
- Ižora:
  - Secondo il dizionario etimologico di Max Vasmer, sia il fiume Ižora che scorre a sud del golfo di Finlandia sia la terra che si sviluppa lungo le sue rive, che viene chiamata alla stessa maniera, avrebbero un'origine comune, ovvero deriverebbero entrambe dalla già citata principessa Ingigerd;[16]
  - Secondo lo storico A.M. Sharymov, dalle Cronache di Ioachim risulta che il toponimo Ižora (Ižara) esisteva sia prima di Ingigerd di Svezia che prima di Igor' di Kiev ("Quando partorì un figlio Ingor, lui le diede la città promessa sul mare con Ižar") e deriva dal careliano inkeri maa, che significa "terra magnifica";[17]
  - Per il linguista Julius Mägiste, il toponimo Ižora risale al finlandese inkeri, "fiume tortuoso";[18]
  - Alcuni ricercatori moderni fanno derivare l'etnonimo "Ižora" dal finlandese yysyrjäinen (nemico, ostile).[19]
- Ingermanland:
  - Tale denominazione, assunta da Pietro I per designare le terre appena acquisite, proviene dallo svedese - Ingermanland;[20]
  - Secondo Olaus Rudbeck, deriva dal nome proprio di persona Ingo, Inge (Germun, Germund);[12]
  - Nel toponimo Ingermanland la parola "terra" ricorre 2 volte: allo svedese land si unisce infatti il finlandese maa, che ha il medesimo significato;[21]
  - Secondo un'altra versione, l'elemento "uomo" non proverebbe dal finlandese maa, ma dal germanico man, ovvero "uomo".[22]

## Storia

### Epoca antica
In epoca vichinga (tarda età del ferro), dal 750 in poi, Ladoga funse da testa di ponte lungo la via variago-greca, che collegava varie regioni geografiche dell'Europa orientale. Col tempo, prese forma un'aristocrazia variaga, la quale alla fine avrebbero governato su Novgorod e sulla Rus' di Kiev. Negli anni 860, secondo fonti storiche, le tribù combattenti finniche e slave si ribellarono sotto Vadim il Temerario, ma in seguito chiesero ai variaghi sotto Rjurik di tornare e di porre fine ai conflitti intestini ricorrenti.
Gli svedesi chiamavano "Ingermanland" il territorio facente capo a Velikij Novgorod e situato negli immediati pressi, latinizzato in "Ingria". Ingegerd Olofsdotter, la figlia del re svedese Olof Skötkonung (995-1022) a cui secondo alcuni si dovrebbe l'origine del toponimo, si sposò con Jaroslav I il Saggio, Gran Principe di Novgorod e Kiev, nel 1019, ricevendo i feudi intorno a Ladoga come dote di matrimonio. Questi furono amministrati da jarl (un titolo nobiliare) svedesi, come Ragnvald Ulfsson, sotto la sovranità della Repubblica di Novgorod.
Nel XII secolo, l'Ingria occidentale fu assorbita dalla Repubblica, evento a cui seguirono diversi decenni di conflitti, principalmente tra Novgorod e la Svezia, occasionalmente avvenuti con il coinvolgimento della Danimarca e dei cavalieri teutonici. Questo ultimi stabilirono una roccaforte nella città di Narva, mentre sul lato opposto del fiume si procedette a realizzare una costruzione simile nel 1492.

### Ingria svedese

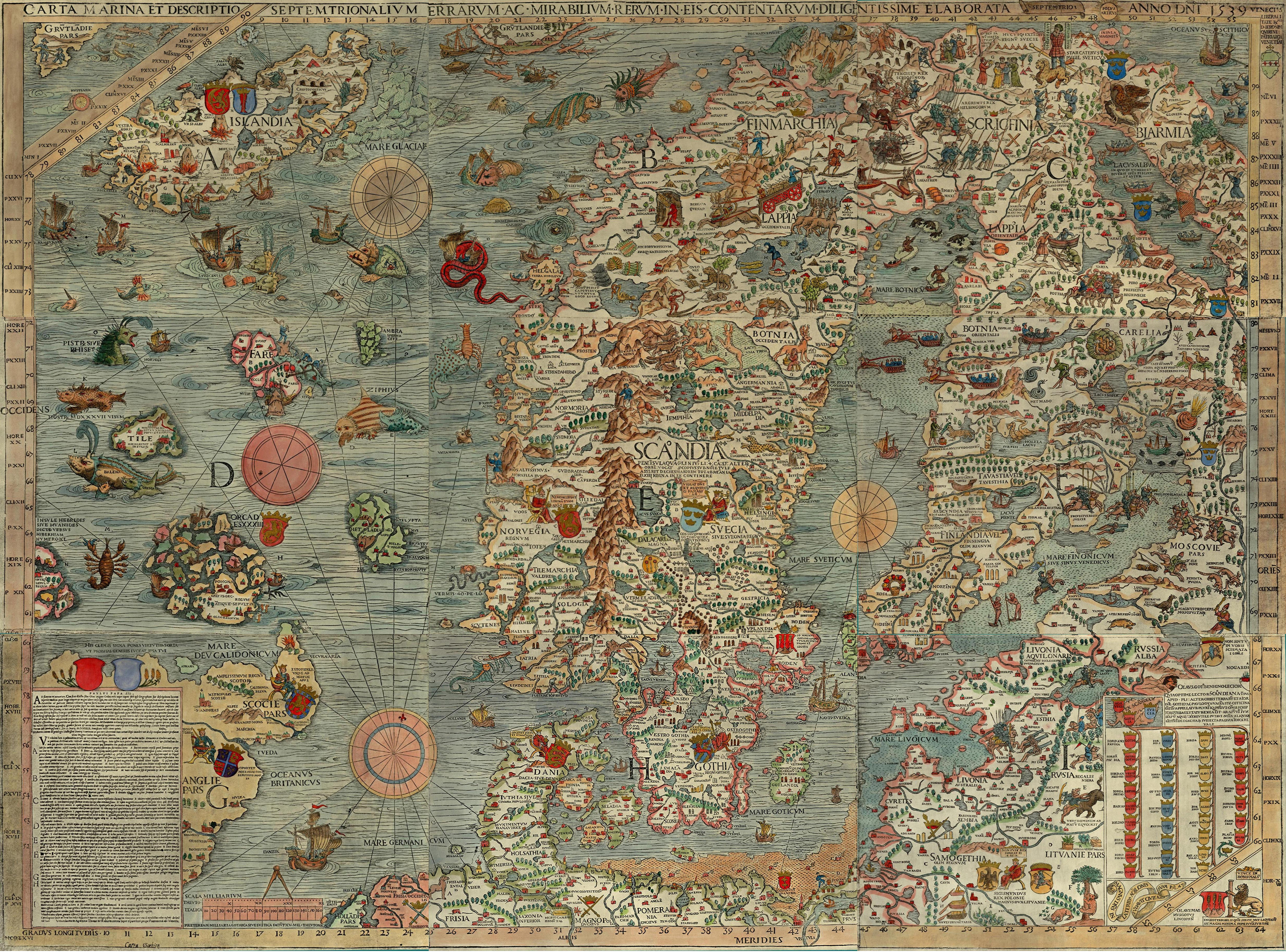
L'Ingria nella parte orientale della Carta marina del 1539

Sebbene la Svezia e Novgorod abbiano combattuto per il possesso dell'Ingria più o meno dal Grande Scisma del 1054, il primo tentativo effettivo di stabilire il dominio svedese in Ingria sembra risalire all'inizio del XIV secolo, quando la Svezia fondò per la prima volta l'insediamento di Vyborg in Carelia nel 1293 e, più tardi, la fortezza di Nien (costruita nel 1299 o 1300) alla confluenza dei fiumi Ochta e Neva: tuttavia, Novgorod riconquistò Landskrona nel 1301 e la distrusse.
L'Ingria divenne infine un dominio svedese nel 1580, ma la pace di Teusina (1595) la restituì al Regno russo. Tuttavia, la situazione mutò a seguito del trattato di Stolbovo (1617), quando la regione tornò alla Svezia alla fine della guerra d'Ingria del 1610-1617. L'interesse della Svezia per il territorio si poteva intuire se si pensa a una serie di fattori: l'area fungeva da zona cuscinetto contro gli attacchi russi all'istmo della Carelia e all'attuale Finlandia, all'epoca appartenente al regno svedese; inoltre, il commercio baltico russo doveva passare attraverso il territorio svedese, comportando dunque la possibilità di ottenere introiti importanti dai dazi che si potevano imporre agli stranieri. I centri di Ivangorod, Jama (ora Kingisepp), Caporie (Kopor'e) e Nöteborg (Šlissel'burg) assunsero il ruolo di insediamenti principali nella regione (slottslän): essi si componevano di alcune fortificazioni difensive, nelle vicinanze delle quali si formarono piccoli borghi chiamati hakelverk, prima delle guerre del 1650, abitati principalmente da cittadini russi.
L'Ingria rimase a lungo scarsamente popolata, tanto che nel 1664 la popolazione totale ammontava a soli 15 000 abitanti. I tentativi degli svedesi di introdurre il luteranesimo si scontrarono con la resistenza della maggior parte della popolazione contadina, che era di religione ortodossa, che fu costretta a seguire le funzioni luterane; ai convertiti furono promesse sovvenzioni e riduzioni fiscali, ma l'aumento del numero dei luterani fu dovuto principalmente all'afflusso di nuovi abitanti provenienti dal Savo e dalla Carelia finlandese. L'Ingria fu infeudata a militari e funzionari dello stato svedese, che portarono con sé i propri servi e operai luterani. Tuttavia, un piccolo numero di chiese ortodosse russe rimase in uso fino alla fine del dominio svedese e fu vietata la conversione forzata dell'etnia ortodossa russa per legge. La proporzione di finlandesi luterani in Ingria comprendeva il 41,1% nel 1656, il 53,2% nel 1661, il 55,2% nel 1666, il 56,9% nel 1671 e il 73,8% nel 1695, il resto erano russi, izoriani e vodi.
Nien divenne il principale centro commerciale dell'Ingria, soprattutto dopo il declino di Ivangorod, e nel 1642 acquisì la funzione di centro amministrativo della provincia. Nel 1656 un attacco russo danneggiò gravemente la città e il centro amministrativo si trasferì a Narva.

### Ingria russa

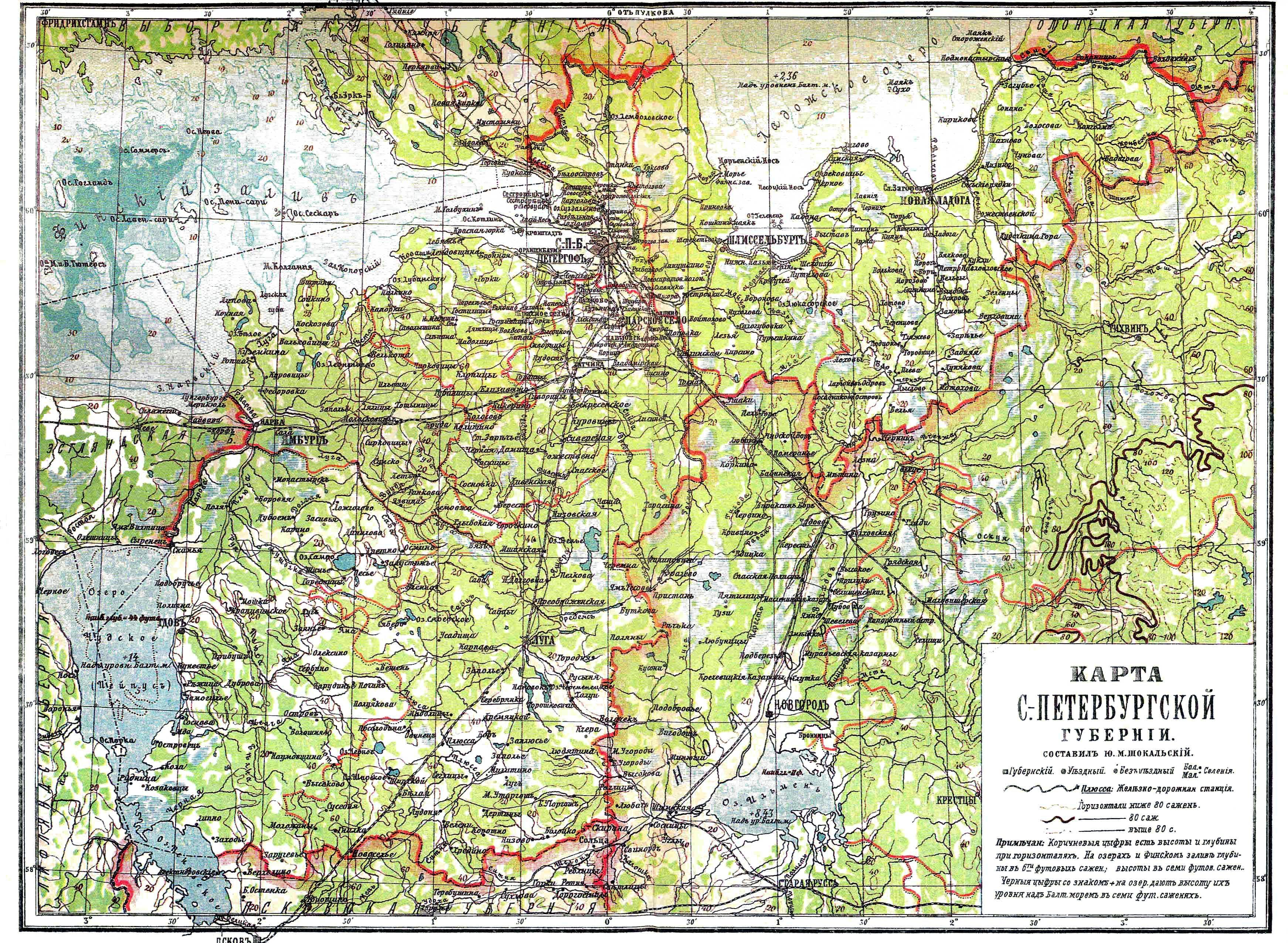
Mappa del governatorato di San Pietroburgo nel 1900

All'inizio del XVIII secolo la regione fu riconquistata dall'Impero russo nella grande guerra del Nord, dopo essere stata dominio svedese per circa cento anni. Nelle vicinanze della fortezza di Nien, presso l'estuario del fiume Neva, sul golfo di Finlandia, nel 1703 fu fondata la nuova capitale russa, San Pietroburgo. Pietro il Grande elevò l'Ingria allo stato di ducato, con il principe Menšikov come primo (e ultimo) duca. In seguito, nel 1710, esso fu denominato Provincia di San Pietroburgo.
Nel 1870 iniziò la stampa del primo giornale in lingua finlandese a Ingria, Pietarin Sanomat, mentre, prima di allora, l'Ingria riceveva i quotidiani principalmente da Vyborg. La prima biblioteca pubblica fu aperta nel 1850 a Tyrö e la più grande della categoria, situata a Skuoritsa, aveva più di 2.000 volumi nella seconda metà del XIX secolo. Nel 1899 si tenne a Puutosti (Skuoritsa) il primo festival della canzone in Ingria.
Nel 1897 (anno del censimento dell'Impero russo) il numero dei finlandesi era cresciuto fino a 130.413, e nel 1917 aveva superato i 140.000 (45.000 nell'Ingria settentrionale, 52.000 nell'Ingria centrale (orientale) e 30.000 nell'Ingria occidentale, il resto a Pietrogrado).
Dal 1868 anche gli estoni iniziarono a migrare in Ingria con maggiore costanza: il numero salì da quasi seicento nel XVIII secolo agli 8.500 del 1904.
Quanto agli izoriani, nel 1848 erano 17.800, nel 1897 21.000, nel 1926 26.137. Circa 1000 ingriani vivevano nell'area ceduta all'Estonia dal trattato di pace di Tartu (1920).

### Ingria estone
In base al trattato di Tartu del 1920, una piccola porzione dell'Ingria occidentale divenne parte della Repubblica di Estonia. A differenza di altre sezioni dell'Ingria, la cultura finlandese sperimentò una fase di estrema fioritura: ciò fu dovuto perlopiù al lavoro di Leander Reijo (anche Reijonen o Reiju) da Kullankylä sul nuovo confine tra l'Estonia e l'Unione Sovietica, che venne addirittura definito "il re di Ingria" dalla stampa finnica. Sono state create scuole finlandesi e un giornale finlandese. Una chiesa fu costruita a Kallivieri nel 1920 e nel 1928 la parrocchia contava 1 300 persone.
Nel 1945, dopo la seconda guerra mondiale, l'Ingria estone, allora nell'Unione Sovietica, entrò a far parte della RSFS Russa. Da quando l'Estonia ha ottenuto la sua indipendenza nel 1991, il territorio è stato conteso: il dibattito si inserisce nelle problematiche legate al possesso della semi-exclave russa Dubki e del famoso stivale estone di Saatse.

### Ingria sovietica

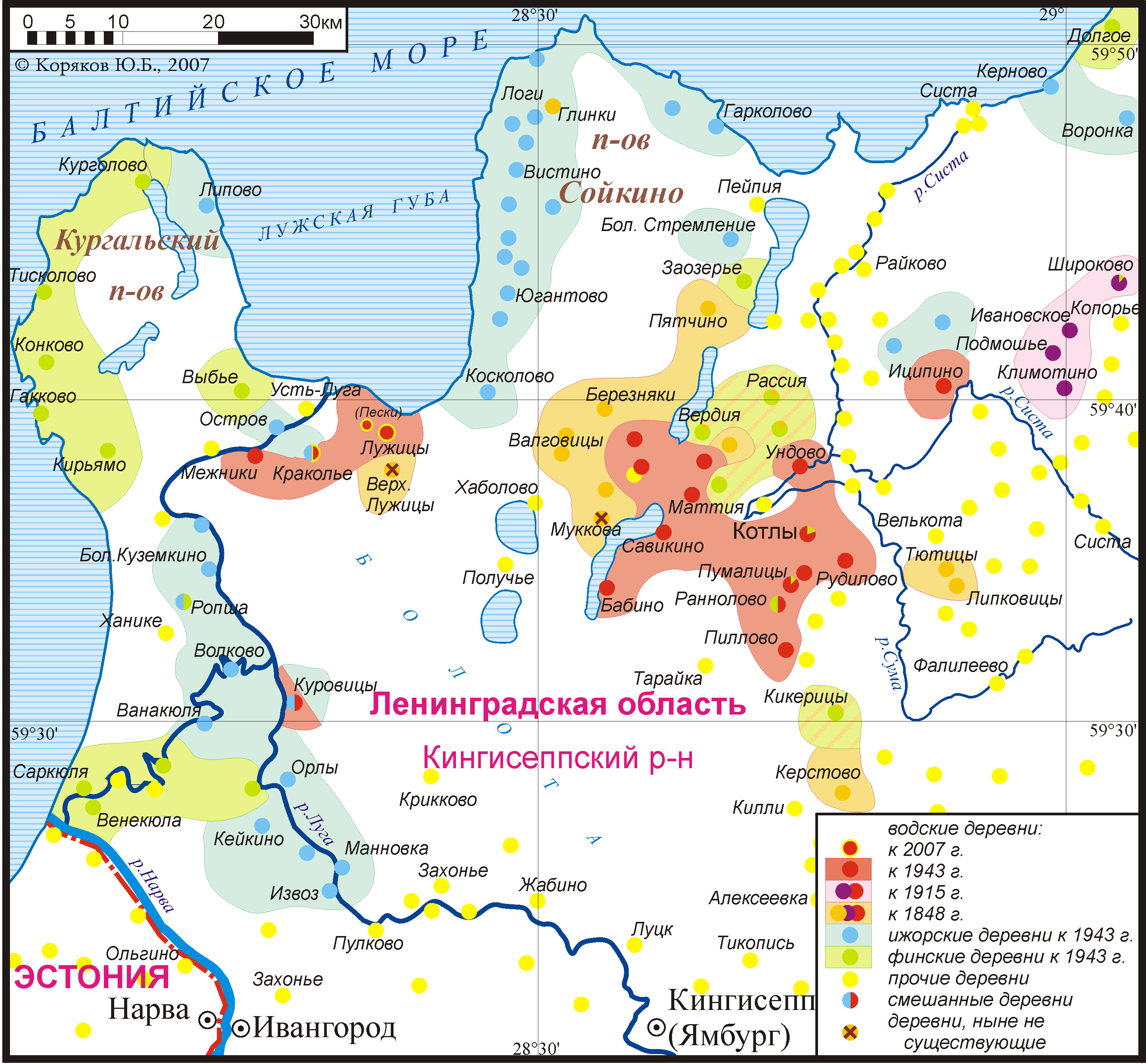
Insediamenti finnici nell'Ingria occidentale per tutto il XX secolo

Dopo la Rivoluzione d'ottobre del 1917, la Repubblica dell'Ingria settentrionale (Pohjois Inkeri) dichiarò la sua autonomia dalla Russia con il sostegno della Finlandia e con l'obiettivo di farsi poi incorporare da essa. Di fatto, l'esecutivo agì tra il 1919 e il 1920, venendo poi la regione reintegrata in Russia, seppur con un discreto grado di autonomia.
Al suo apice negli anni '20, c'erano circa 300 scuole di lingua finlandese e 10 giornali in lingua finlandese in Ingria.
Il primo censimento dell'Unione Sovietica nel 1926 registrava 114.831 finlandesi di Leningrado, come venivano chiamati i finlandesi ingriani. Il censimento del 1926 mostrò anche che la popolazione russa dell'Ingria centrale era più numerosa delle popolazioni finniche che vi vivevano, ma i finlandesi ingriani costituivano la maggioranza nei distretti lungo il confine finlandese.
All'inizio degli anni '30 la lingua izoriana veniva insegnata nelle scuole della penisola di Soikinskij e nell'area intorno alla foce del fiume Luga.
Nel 1928 iniziò in Ingria la collettivizzazione dell'agricoltura: per facilitarla, nel 1929-1931, 18 000 persone (4320 famiglie), in genere kulaki dall'Ingria settentrionale, furono deportate nella Carelia orientale, nella penisola di Kola, nonché in Kazakistan e in Asia centrale.
La situazione per i finlandesi d'Ingria peggiorò ulteriormente quando nell'autunno del 1934 fu istituita la zona di confine di massima sicurezza lungo il confine occidentale dell'URSS, dove l'ingresso era vietato in assenza di un permesso speciale rilasciato dall'NKVD. Inizialmente lunga solo 7,5 km, la demarcazione si estese nei pressi della linea estone fino a 90 km. La zona doveva essere libera dai finlandesi e da alcuni altri popoli, considerati politicamente inaffidabili. Il 25 marzo 1935, Genrich Grigor'evič Jagoda autorizzò una deportazione su larga scala contro i kulaki e i lisceneti estoni, lettoni e finlandesi, localizzati presso le regioni di confine vicino a Leningrado. Circa 7 000 persone (2.000 famiglie) divetterò raggiungere il Kazakistan, l'Asia centrale o gli Urali. Nel maggio e giugno 1936 l'intera popolazione finlandese delle parrocchie di Valkeasaari, Lempäälä, Vuole e Miikkulainen vicino al confine finlandese, 20 000 persone, fu reinsediata nelle aree intorno a Čerepovec e in Siberia nella successiva ondata di deportazioni. In Ingria furono rimpiazzati da persone provenienti da altre aree dell'Unione Sovietica, perlopiù russi ma anche ucraini e tartari.
Nel 1937 le chiese luterane e le scuole finlandesi e izoriane in Ingria furono chiuse e le pubblicazioni e le trasmissioni radiofoniche in finlandese e izoriane furono sospese.
Entrambe le comunità finlandesi e izoriane scomparirono quasi del tutto dall'Ingria durante il periodo sovietico. In 63.000 fuggirono in Finlandia durante la seconda guerra mondiale e furono richiamati da Stalin dopo il conflitto. La maggior parte fu vittima dei trasferimenti di popolazione sovietica e molti sono stati giustiziati come "nemici del popolo". I rimanenti, inclusi alcuni rimpatriati dopo Stalin (fu solo nel 1956 che ad alcuni deportati fu permesso di tornare nei loro villaggi), furono superati in numero dall'immigrazione russa.
Il censimento del 1959 faceva registrare 1.062 izoriani; nel 1979 quel numero era sceso a 748, di cui solo 315 intorno alla foce del fiume Luga e nella penisola di Soikinskij. Secondo il censimento sovietico del 1989, risiedevano 829 izoriani, 449 dei quali in Russia (comprese altre parti del paese) e 228 in Estonia.

### Russia odierna
Dopo la dissoluzione dell'Unione Sovietica nel 1991, ai finlandesi d'Ingria sopravvissuti e ai loro discendenti russificati è stato consentito di emigrare in Finlandia; ciò ha portato alla nascita di una considerevole minoranza russofona.

## Araldica

### Stemma

Stemma dell'Ingria nel 1730

La prima immagine del "precursore" dell'attuale stemma dell'Ingria - l'insegna svedese di Ivangorod - si rintraccia nel 1581 nella cronaca di Laurentius Petri. Il campo dello stemma era blu e risultava rappresentato il corso di un fiume in argento che procedeva dall'alto a destra in diagonale verso il basso a sinistra: i bordi esterni erano rossi. Nel campo superiore dello stemma c'era una croce d'oro, scomparsa nelle versioni successive, nel campo inferiore tre anime d'argento. Questa combinazione di colori è stata utilizzata fino alla prima metà del XVII secolo. Nel 1660, lo schema dei colori assunse tonalità differenti: il campo dello stemma divenne blu, il resto verde chiaro. Sotto Carlo XII, lo stemma acquisì un aspetto più simile a quello attuale: il ruscello, ripristinato in azzurro, e vedeva su entrambi i lati il motivo di una fortezza medievale di rosso. Il colore giallo simboleggia i campi dell'Ingria, la striscia blu la Neva, i bastioni rossi le mura di mattoni delle fortezze di confine.
Nel 1728, sotto la guida del governatore generale Burkhard Christoph von Münnich, vide la luce un nuovo stemma. Approvato ufficialmente nel 1730, questo fu adottato dai reggimenti, sulle casse di munizioni (fino al 1775) e sugli stendardi (fino al 1797) dei reggimenti di fanteria locali.
Nel 1919, il capitano del reggimento dell'Ingria Occidentale, E.I. Haappakoski, sulla base dello stemma dell'Ingria in uso dai tempi di Carlo XII, creò una versione semplificata, che durante l'esistenza della Repubblica dell'Ingria Settentrionale fu usata come una toppa sulla manica del reggimento di difesa. Questo stemma è stato stampato anche sui francobolli, oltre che per le onorificenze conferite dalla repubblica. La versione moderna dello stemma e del suo disegno è stata ricostruita nel 1989 dal famoso studioso di araldica finlandese Kari Kalervi Laurla.

### Bandiera

Bandiera dell'Ingria

La bandiera giallo-blu-rossa con la croce scandinava, che simboleggia la fede in Dio, nonché una tradizione culturale comune con i paesi del nord, era basata sui colori dello stemma dell'Ingria ai tempi di Carlo XII: fu adottata nel marzo 1919 dal capitano del reggimento dell'Ingria Occidentale Eero Ilmari Haapakoski. Lo stendardo del reggimento cominciò quasi immediatamente ad essere percepito come un simbolo nazionale dei finlandesi dell'Ingria.
Sotto questa bandiera combatté anche il reggimento dell'Ingria Occidentale, creato nel giugno 1919 nel nord della provincia di Pietrogrado, nel villaggio di Kirjasalo (ora nella Vsevoložskij rajon). I fautori della nuova repubblica issarono nel giugno 1919 il vessillo sopra descritto e lo battezzarono come bandiera di stato, consacrandola oltretutto nel mese di settembre.
Dopo la conclusione della pace di Tartu, il 6 dicembre 1920, la bandiera nazionale fu solennemente abbassata e portata in Finlandia. L'11 marzo 1921, il Comitato provvisorio dell'Ingria Settentrionale, nella sua riunione straordinaria, approvò le sue dimensioni e colori (giallo, blu, rosso mattone) e la riconfermò come bandiera nazionale dell'Ingria. Ad oggi è la bandiera ufficiale adottata per simboleggiare l'autonomia nazionale dell'Ingria.

### Altri simboli
L'Ingria non ha un inno ufficiale: tuttavia, dalla fine del XIX secolo, il principale simbolo musicale dell'Ingria di lingua finlandese è l'opera di Moses Putro "Nouse, Inkeri".
Nel 1996, la viola tricolore (Viola tricolor) o del pensiero è stata selezionata come fiore simbolo, per via della sua sfumatura giallo-blu-rosso, che coincide con i colori araldici dello stendardo.

## Demografia

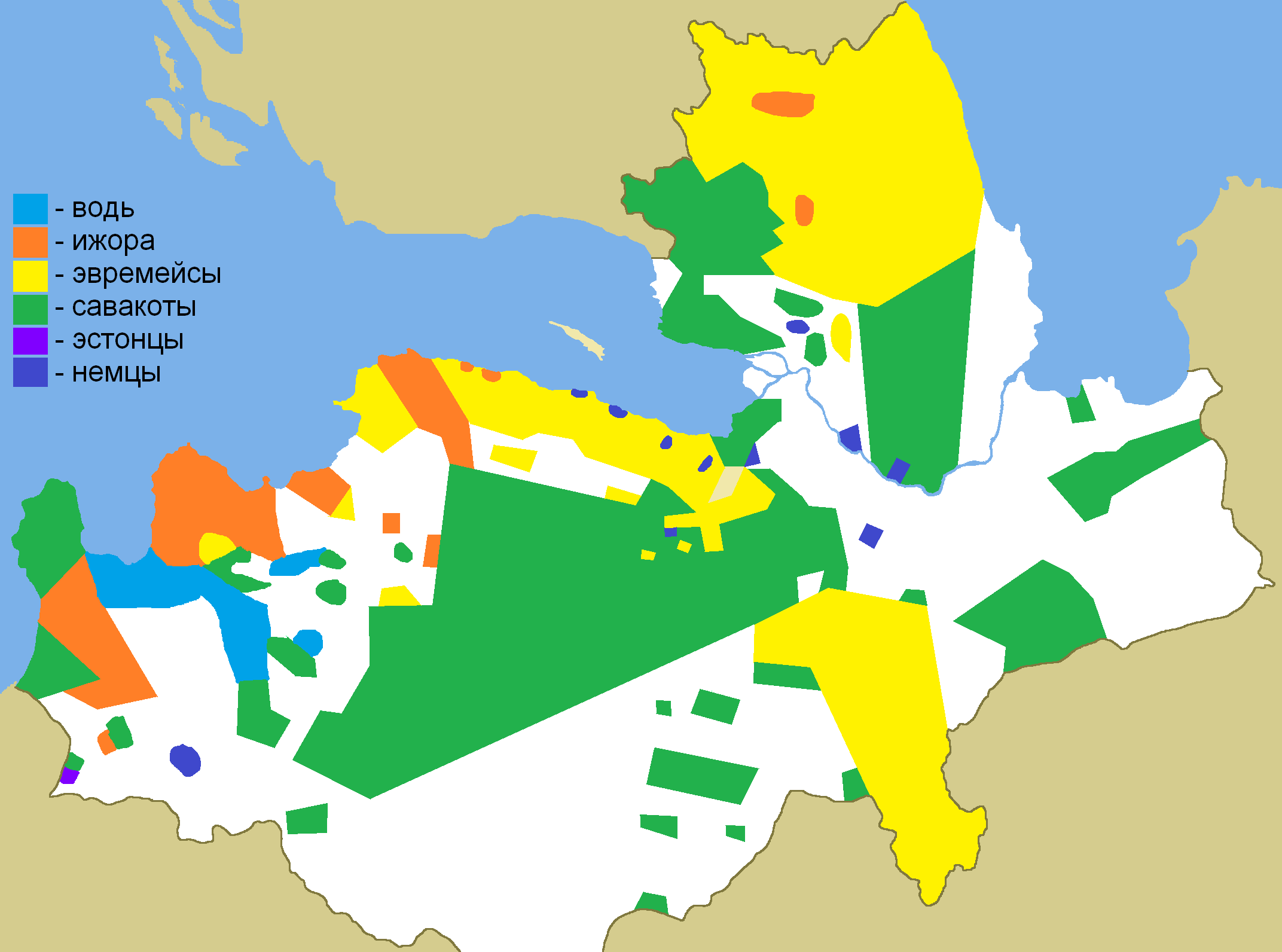
Mappa etnografica dell'Ingria nel 1849

La comunità che per prima si insediò nella regione fu quella dei sami, un antico popolo di origine ugro-finnica che un tempo abitava tutta la Carelia, compreso l'istmo careliano. Le tracce della presenza in zona si rintracciano principalmente in campo toponomastico. In seguito, giunsero careliani, vodi e ciudi, mentre solo in seguito gli slavi: all'inizio si trattava di kriviči, poi di slavi di Novgorod.
Tra i primi ad essere giunti in zona, presenti ancora oggi, si possono annoverare i vodi. Dal XII secolo, secondo fonti scritte, si racconta della presenza degli izoriani, all'incirca nello stesso periodo in cui giunsero i primi slavi. L'insediamento di massa della costa della Neva da parte della popolazione russa e degli izoriani cominciò dopo la costruzione della fortezza di Orešek e la stipula della pace di Nöteberg tra Novgorod e la Svezia nel 1323.
La presenza della comunità russa diminuì quando, durante il dominio svedese, fu osteggiato l'insediamento di credenti ortodossi in favore dei luterani.
Dopo il ritorno dell'Ingria in Russia all'inizio del XVIII secolo, si verificò un nuovo insediamento nella regione da parte di contadini russi, avvenuto poco in anticipo con l'arrivo di alcuni coloni tedeschi, oltre che di estoni. In generale, i processi etnici del XVIII-XIX secolo furono caratterizzati da un aumento della quota della popolazione russa e da una diminuzione della quota della popolazione baltico-finlandese. Nel XX secolo questo processo si intensificò e, ad oggi, i vod, gli izorano e i finlandesi d'Ingria costituiscono solo una minoranza circoscritta, mentre la percentuale principale di abitanti è costituita dai russi.

### Vodi

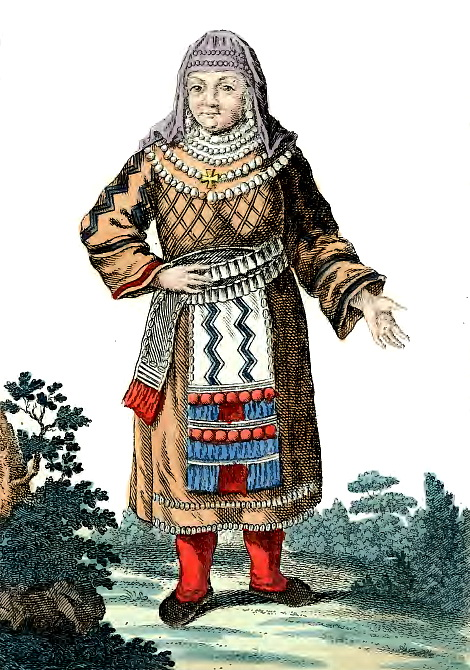
Contadina voda in abiti tipici (1799)

I vodi o voti sono la comunità più antica che risiedeva nel nord-ovest della Russia europea, a cui si fa riferimento per la prima volta nella Cronaca degli anni passati del 1069. Tale popolazione vanta legami con i livoni e gli estoni (si segnalano, tra i tratti somatici, anche somiglianze con i finlandesi, nello specifico gli occhi chiari e i capelli biondi per più del 75% dei soggetti) e ha vissuto con maggiore frequenza nella zona oggi facente parte della Kingiseppskij rajon. Con il passare dei secoli, il numero di vodi è sempre sceso, ma il calo più drastico è avvenuto in epoca recente, quando si è passati dai 5 148 abitanti ai 700-800 del 1926. Attualmente, anche sulla base di dati legati alla lingua parlata da questo gruppo etnico, si contano meno di dieci locutori poiché, chi non è andato incontro al processo di russificazione avvenuto nel Novecento, ha sì conservato le proprie usanze e tradizioni ma ha più di 75 anni di età. Si suole suddividere i vodi in quattro sottogruppi: i crevi, i vodi occidentali, i kukkuzi e i vodi orientali. Questi ultimi due venivano chiamati dai russi "ciudi" e una simile definizione è rimasta in alcuni toponimi, di cui il più celebre di tutti è il lago Peipus, noto anche come lago dei Ciudi.

### Izoriani

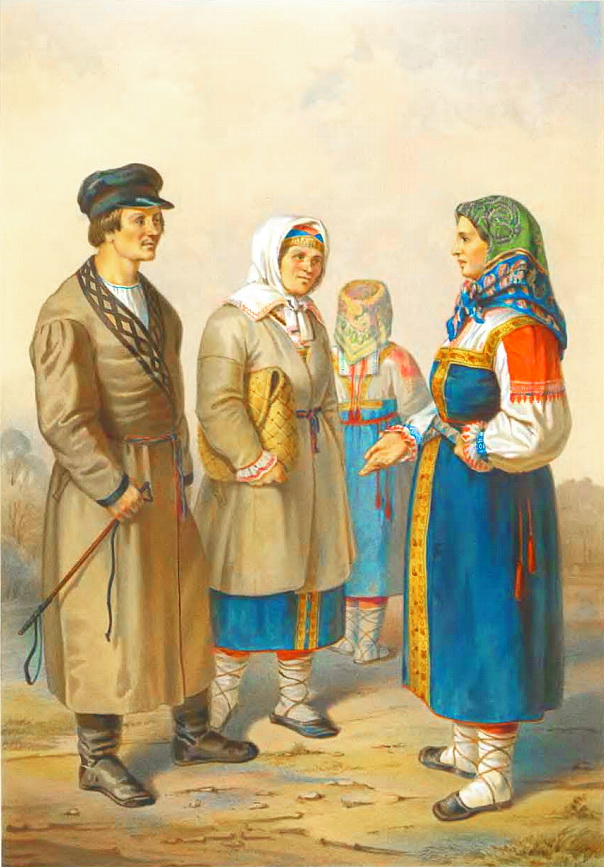
Famiglia di contadini izoriani, 1862

Le origini degli izoriani non sono chiare e si distinguono due correnti di pensiero: chi li considera provenienti dalla Carelia e che ritiene fossero giunti nella regione solo da altre aree della Russia tra l'800 e il 1000 d.C. In effetti, la prima volta in cui si fa riferimento a tale comunità è in una delle bolle papali di Alessandro III (al soglio dal 1159 al 1181), in cui vengono inclusi tra i popoli pagani dell'Ingria a cui era vietato vendere armamenti (gli altri erano i careliani, i lapponi e i voti).
Gli izoriani vivono nella parte occidentale della regione di San Pietroburgo, tra i fiumi Neva e Narva e si dedicavano per sopravvivere perlopiù all'agricoltura e alla pesca. Il loro trasferimento in altre aree nei secoli successivi fu fortemente influenzato dalle popolazioni vicine (in parte a causa della pressione dei coloni russi). Il dialetto oredež, una delle varianti della lingua ingriana, pare si sia sviluppato proprio in concomitanza con la migrazione avvenuta dopo il trattato di pace di Stolbovo nel 1617.
Nel 1848, gli izoriani vivevano in 222 villaggi e il numero rimase approssimativamente lo stesso nel 1926. Nel 1964, A. Laanest registrava solo 22 insediamenti, di cui 6 erano misti con voti o finlandesi. Nel 1989 la situazione appariva quasi la medesima: a due la verità, gli izoriani non hanno mai raggiunto picchi demografici particolarmente vertiginosi, ma il loro numero era comunque aumentato costantemente fino agli anni '30. Dopo questo periodo, le repressioni di massa e le persecuzioni ridussero drasticamente il numero di autoctoni.
Va notato che i censimenti del dopoguerra non sono del tutto accurati: per sopravvivere, gli izoriani si facevano annoverare come russi, come estoni o come finlandesi e quindi il numero effettivo di locutori nativi dovrebbe essere considerato leggermente superiore a quello registrato nei dati ufficiali (oggi sopravvivono circa 200 izoriani).
Antropologicamente, gli izoriani presentano legami con i baltici orientali e risulta impossibile discernerli dai voti per un osservatore esterno che non comprende il loro idioma, in quanto anch'essi si presentano somaticamente con capelli chiari e occhi azzurri.

### Finlandesi d'Ingria

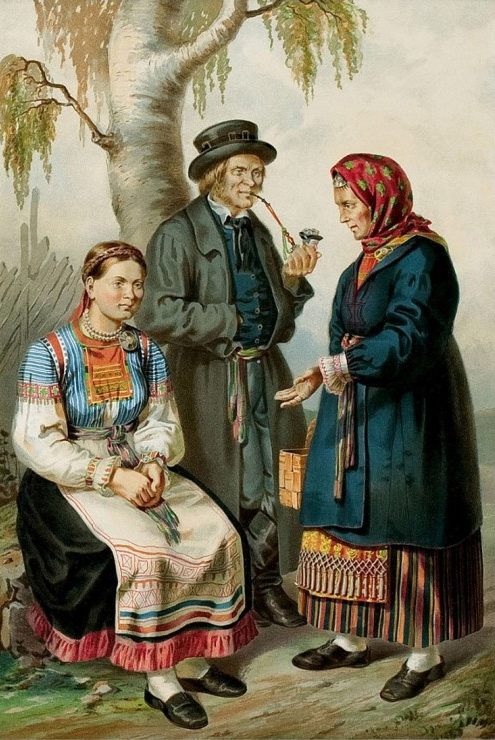
Finlandesi d'Ingria, 1862

Il territorio popolato dai finlandesi d'Ingria è difficile da circoscrivere, aggirandosi intorno ai 15.000 chilometri quadrati: volendo individuare i siti principali, questi si rintracciano tra il fiume Narva e le rive del lago Ladoga. Nel corso dei secoli, si affrontarono numerose guerre in tale territorio che modificarono parzialmente la demografia locale, specie dopo la stipula di trattati di pace che favorì gli scambi commerciali. Durante la parentesi svedese, solo i nobili, i monaci e i borghesi furono autorizzati a viaggiare in Russia e la questione principale verté sull'ambito religioso: infatti, al fine di saldare un maggiore legame con la madrepatria, gli svedesi incentivarono il luteranesimo promettendo riduzione delle tasse e altri incentivi per rimpiazzare l'ortodossia dilagante nella regione. Il numero di congregazioni luterane continuò a crescere principalmente a causa di un flusso di nuovi arrivati dalla Finlandia e, talvolta, Stoccolma utilizzò l'Ingria come meta di esilio per condannati o altre persone. Nel 1656, la percentuale di finlandesi nella popolazione dell'Ingria si attestava al 41,1%, nel 1671 al 56,9% e nel 1695 al 73,8%. I finlandesi appena arrivati si riunirono per la maggior parte in 11 parrocchie su 24 esistenti.
Nel 1703 Pietro il Grande collegò l'Ingria con l'Impero russo e la costruzione di San Pietroburgo, fondata sulle rovine della precedente Nien, aumentò sensibilmente il numero di russi a scapito dei finlandesi d'Ingria giunti fino a qualche decennio prima. Nel 1712 fu adottato un decreto che prevedeva che la terra fosse fornita ai nuovi coloni russi: il confine sull'istmo della Carelia, risalente al trattato di pace di Pähkinäsaari, segnava il confine tra potere politico, religione e territori linguistici. All'inizio il confine tra la Svezia e Novgorod separava gli izoriani dai finlandesi orientali e dai careliani, ma il confine tra Svezia e Russia dopo la grande guerra del Nord finì per segnare di fatto la demarcazione tra gli ingriani e i finlandesi orientali.
Entro la metà del XIX secolo, i voti e gli izoriani erano già stati spesso assorbiti nella sfera culturale dei russi, mentre, tuttavia, questo non fu il caso degli ingriani. L'oppressione della lingua e dell'ambiente russo fu neutralizzata dal luteranesimo e dalla vicinanza della loro madrepatria, la Finlandia (come granducato sotto il dominio della Russia dal 1809 al 1917). Nel 1848, P. von Koeppen distinse tre gruppi di ingriani: i savo (43.080), gli äyrämöiset di Vuborg (29.243) e i suomenmaakkoiset da altre località della Finlandia (3.746). I registri del 1917 testimoniano la presenza di 761 villaggi finlandesi e 235 misti.
Su 77.079 finlandesi che vivevano nella RSFS Russa nel 1919, 20.099 risiedevano in Carelia (madrelingua 49,8%), 16.239 nella regione di Leningrado (madrelingua 37,1%). Ci volle il regime comunista sovietico per sterminare gli ingriani a livello morale e fisico. Nel periodo interbellico, si promisero in principio diritti sostanziali ai finlandesi della provincia di Pietrogrado, generando nuove speranze: le condizioni educative migliorarono e il finlandese divenne più ampiamente utilizzato nella vita culturale: fiorì la diffusione di testate giornalistiche inedite e di articoli accademici.
La violenza iniziò nel 1928 con la collettivizzazione obbligatoria; circa 18 000 persone andarono incontro alla deportazione dall'Ingria settentrionale alla Carelia orientale, all'Asia centrale e altrove, allo scopo di spronare gli altri ad accettare una simile imposizione da Mosca. Altri 7.000 furono deportati negli Urali e sulla costa del mar Caspio nel 1935, oltre a 20.000 in Siberia e nell'Asia centrale nel 1936. La repressione riguardò anche il campo religioso e culturale, in quanto tra il 1932 e il 1937 tutte le attività culturali e sociali furono interrotte in Ingria. Dal 1939 i censimenti cessarono di considerare separatamente gli ingriani.
Anche l'Ingria patì la seconda guerra mondiale. Nel 1942, durante l'assedio di Leningrado, altri 25.000-30.000 finlandesi furono deportati in Siberia e il loro reinsediamento in Finlandia fu autorizzato dalle autorità tedesche sulla base delle domande. 63.227 rifugiati ingriani, compresi voti e izoriani, partirono per la Finlandia entro il 31 ottobre 1944, ma dopo l'armistizio Helsinki fu costretta a farli rimpatriare.
Nel 1943, solo 4.000 finlandesi rimanevano in Ingria, mentre gli altri erano stati reinsediati, deportati, dispersi o erano fuggiti. Solo nel 1956 agli ingriani fu finalmente consentito di tornare nella loro terra natia. Attualmente, circa 25.000 ingriani vivono a San Pietroburgo e nei suoi distretti amministrativi. La chiesa finlandese opera a Puškin dal 1977 ed esiste una società culturale ingriana in Estonia dal 1989. Secondo le statistiche preliminari del censimento del 1989, vivevano in Unione Sovietica circa 67.000 finlandesi, il 34,6% dei quali padroneggia la propria lingua madre: il numero di finlandesi nell'area di San Pietroburgo e nei suoi dintorni è oggi stimato in 7000-8000 abitanti.
A livello antropologico, gli ingriani presentano legami ai baltici orientale e, in genere, capelli chiari e occhi azzurri. Sono un po' più corti e più tozzi rispetto ai loro vicini, gli estoni.
La lingua ingriana non è secondo i linguisti un idioma a sé, risultando composta da dialetti finlandesi orientali (i dialetti dei Savo e i dialetti sud-orientali dell'Ingria). L'izoriano e il careliano sono le lingue affini più vicine ai dialetti finlandesi orientali.

### Tedeschi

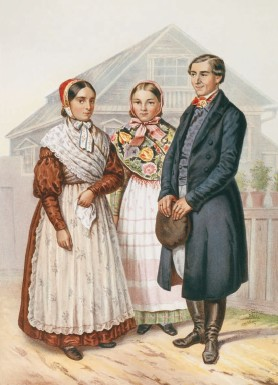
Coloni tedeschi in abbigliamento tradizionale (1862)

Un primo flusso di coloni tedeschi in Ingria ebbe luogo all'inizio del XVII secolo: si trattava spesso di
nobili di Meclemburgo, Dithmarschen e Brema, ai quali il re svedese Gustavo II Adolfo, secondo il cosiddetto Landsakt del 16 ottobre 1622, aveva offerto feudi a condizioni favorevoli a condizione che portassero con sé contadini per coltivare i terreni. Grazie a tale meccanismo, la corona svedese si assicurava nuovi incassi. Questi proprietari terrieri, devastati dalla guerra dei Trent'anni, giunsero con i loro servi e accrebbero la percentuale di tedeschi seguito dei quali l'elemento etnico tedesco costituiva circa l'1% della popolazione dell'Ingria. In seguito i coloni (soprattutto mercanti e artigiani) iniziarono a trasferirsi dalla Germania settentrionale alle terre lasciate deserte nell'Ingria svedese dai vari conflitti, stabilendosi soprattutto a Nien e Kopor'e.
La seconda ondata di coloni tedeschi che si stabilirono in Ingria dal 1765 al 1819 portò alla costituzione di un vero e proprio gruppo etno-sociale. Fondamentalmente, si trattava di protestanti e in piccolo numero di cattolici del Palatinato. Secondo le statistiche imperiali del 1881-1882, i tedeschi costituivano la maggioranza della popolazione di una delle suddivisioni amministrative del distretto di San Pietroburgo. Nel 1897, si contavano 8.088 tedeschi nella popolazione del distretto della provincia di San Pietroburgo; fino all'inizio del XX secolo, i coloni tedeschi preservarono una propria identità nazionale.
Nel 1928, 10.634 tedeschi vivevano nel territorio del distretto di Leningrado (escluso l'omonimo capoluogo). Secondo i risultati del censimento del 1939, 12.766 tedeschi vivevano nella regione di Leningrado (escluso il capoluogo). All'inizio del 1941, vi erano più di 50 insediamenti con una popolazione prevalentemente teutonica sul territorio dell'Ingria storica: forse tale dato demografico spronò l'emanazione, il 26 agosto 1941, del decreto del Consiglio Militare del Fronte di Leningrado n.196 "Sull'evacuazione obbligatoria della popolazione tedesca e finlandese dalle zone suburbane alla Repubblica dei Komi e nella regione di Arcangelo". 88.700 finlandesi e 6.700 tedeschi che vivevano in otto distretti della regione di Leningrado andarono incontro a trasferimenti coattivi. Secondo le stime degli storici V.N. Zemskov, durante il conflitto globale 11.000 tedeschi furono deportati da Leningrado e dalla regione.
Secondo il censimento del 2010, 908 tedeschi popolavano ancora il territorio dell'Ingria storica.

### Russi
I russi, a differenza dei vodi e degli izoriani, non sono una comunità autoctona dell'Ingria. Questa considerazione si può effettuare con grande convinzione se si analizza la toponomastica locale (es. Ladoga, Neva, Luga, Vuoksa, Narva), la quale presenta nomi tutt'altro che legati alla cultura slava. I primi a giungere in tale zona provenienti da est furono forse commercianti legati a Velikij Novgorod.
Sulla base dei dati forniti dai cronisti del tempo, è possibile tracciare in modo abbastanza accurato la mappa dell'insediamento dei russi in Ingria all'inizio del XVI secolo, sebbene non si riesca a valutare in modo affidabile il rapporto tra la popolazione di lingua russa e quella di lingua finlandese in quel momento. Sul territorio a sud dei fiumi Sestra e Kozhitsa, gli izoriani, i vod, i russi e i careliani non vivevano in regioni geografiche differenti. Tra le regioni con una netta predominanza di russi, spiccava solo l'altopiano di Izora.
Una nuova fase nella storia etnica dei russi ingriani si verificò nel contesto dell'espansione svedese della fine del XVI secolo e dei cambiamenti nei confini statali dopo la conclusione dell'intesa di Stolbovo nel 1617. Dopo il trasferimento dell'Ingria alla Svezia, si diffuse la fuga della popolazione locale ortodossa di lingua russa e finlandese, causando uno spopolamento fino al 60% degli insediamenti della regione, sebbene secondo l'accordo solo nobili, boiardi in giovane età ed esponenti del clero avessero il diritto di andarsene. I motivi dell'emigrazione risultavano diversi: annate non proprio floride, per le quali la popolazione si trovava a patire quasi la fame; dazi e tasse notevolmente aumentati; politiche di favoreggiamento nei confronti dei protestanti e non degli ortodossi. In totale, circa 50 000 persone salutarono l'Ingria svedese.
Tuttavia, nel 1650 oltre il 57% della popolazione totale (23.593 esclusa la città di Narva) rimase fedele alla religione ortodossa. Allo stesso tempo, nell'area di Nöteborg, il numero si attestava al 63% e a Kopor'e superava di certo il 60%. Entro la fine del XVII secolo, i russi finirono per diventare la maggioranza, sebbene rimanessero residenti solo in alcuni distretti della provincia, specie a sud.
Nel 1693 si verificò una massiccia perdita di bestiame in Ingria e, quando dal 1695 al 1697 anche il granò scarseggiò, ebbe luogo la cosiddetta "grande carestia": la popolazione della provincia scese da 66.000 a 41 000 persone nel giro di tre anni. Pietro I, giunto in Ingria durante la guerra del Nord, trovò la regione abbastanza desolata. Nei suoi progetti, a questo territorio spettava un ruolo cruciale nel futuro sviluppo dello stato, ragion per cui si prodigò per il reinsediamento di massa di soggetti dalle regioni interne della Russia.
Il flusso migratorio dei coloni russi in arrivo in Ingria portò diversi gruppi provenienti da differenti ceti sociali:
- Artigiani e contadini trasferiti nelle immediate vicinanze di San Pietroburgo in costruzione per i lavori nella città e la produzione militare. Il reinsediamento iniziò nel 1703 e continuò per tutto il XVIII secolo;
- Servitori, trasferiti dalle regioni centrali della Russia per lavorare al servizio dei nobili;
- Allevatori di bestiame;
- Migranti in cerca di occupazione senza predisposizioni specifiche giunti dalle regioni interne della Russia europea.[73]

A partire dal 1704, i decreti imperiali si diressero spesso agli abitanti che giungevano in massa da tutte le province a San Pietroburgo. In genere, si ricevevano esenzioni fiscali e dall'adempimento di alcuni doveri. Gli artigiani furono reclutati nelle parti nord-orientali e centrali della Russia, dai dintorni di Vologda, Rostov, Novgorod, Tver' e Velikij Ustjug. Il tratto distintivo di questo gruppo di immigrati va associato a un forte legame con il precedente luogo di residenza, in quanto spesso i contadini trasferitisi lasciarono le loro famiglie e le loro proprietà ma con l'intento di farvi poi ritorno. Negli anni 1720 i russi prevalevano numericamente in tutte le contee tranne Kopor'e.
Entro la metà del XVIII secolo, l'insediamento in Ingria fu sostanzialmente completato. Un posto di riguardo lo assunsero i cocchieri, che si trasferirono in loco per compiacere il nobile di turno nelle attività di caccia e nel trasporto e, più raramente, in veste di traduttori.

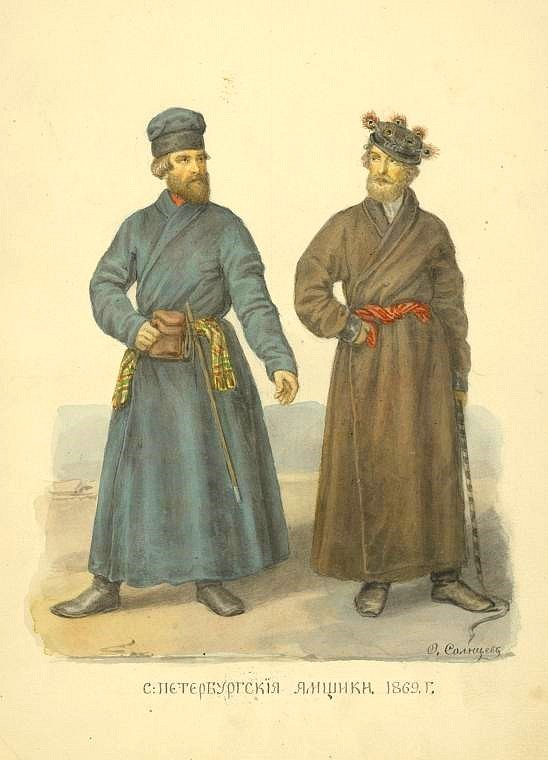
Abbigliamento tipico dei cocchieri di San Pietroburgo, 1869

Nel XVIII secolo, la regione divenne un concentrato di eredi dei lavoratori nelle tenute nobiliari della Russia Centrale, da dove i contadini arrivavano in massa con la speranza di una nuova vita. La migrazione di contadini continuata durante il XVIII e il XIX secolo, portò una nuova tendenza, in quanto molto di essi provenivano dalla provincia di Jaroslavl'. Il picco si raggiunse verso la metà del XIX secolo, quando fu abolita la servitù della gleba.
Tra la fine del XIX e l'inizio del XX secolo, i russi costituivano quasi in toto la maggioranza etnica in zona. La quota della popolazione locale nella regione scese leggermente a causa dell'aumento del numero di nuovi gruppi etnici, principalmente estoni, mentre, secondo il censimento del 1920, la percentuale della popolazione russa crebbe pure in distretti amministrativi in cui in passato risiedevano prima locutori finlandesi. Una predominanza ancora maggiore della popolazione russa nel territorio emergeva dal censimento del 1926, in virtù dell'emigrazione della popolazione finlandese che non accettò le imposizioni sancite dal regime sovietico.
La cultura del popolo russo si sviluppò sul territorio dell'Ingria nel periodo interbellico sotto l'influenza di San Pietroburgo e, come non mai, si intersecò con la cultura dei finlandesi, dei vodi, e degli izoriani. I russi presenti poco prima della scoppio della seconda guerra mondiale, tranne che per una minoranza, erano principalmente eredi dei coloni del XVIII e della prima metà del XIX secolo: nel dopoguerra, le politiche di deportazioni e di ridistribuzione demografica messe in atto dall'URSS rafforzarono il predominio degli abitanti russi a livello numerico.

### Estoni

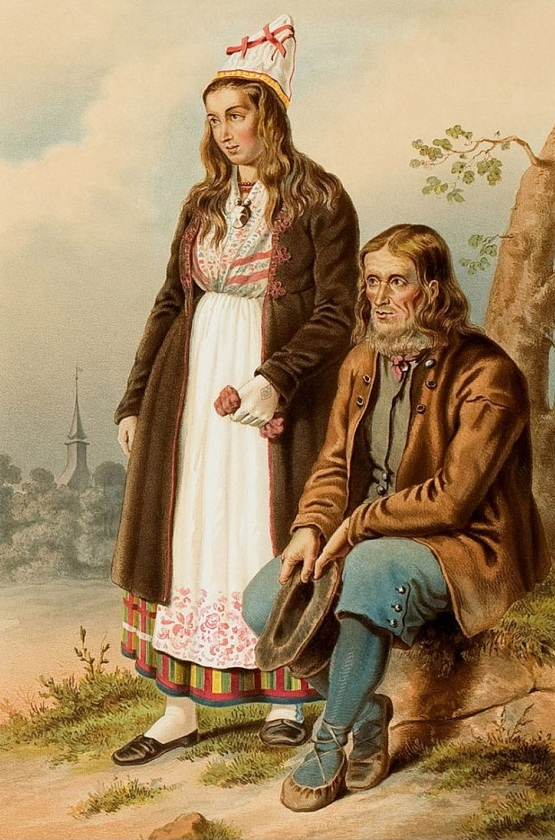
Contadini estoni, 1862

Gli estoni figuravano tra le popolazioni autoctone di una piccola parte del distretto di Jamburg (oggi Kingisepp). Fino alla fine del XVIII secolo, la presenza degli estoni assumeva percentuali pressoché ininfluenti; il flusso principale di coloni contadini estoni verso tale regione geografica avvenne nel XIX secolo. Le ragioni del reinsediamento erano da rintracciarsi nella penuria e nella scarsa qualità dei suoli coltivabili in Estonia e Livonia.
I luterani estoni crearono delle proprie comunità religiose, specie nella regione di Narva e di Jamburg. Il numero salì da quasi seicento estoni nel XVIII secolo agli 8.500 del 1904. I confini delle diocesi locali perlopiù estoni lambivano quelli della parrocchia finlandese luterana di Kupanitsa, nell'Ingria occidentale.
Nel 1917, un quarto dell'intera popolazione estone si trovava nel distretto di Jamburg. A differenza dei finlandesi d'Ingria, gli estoni non formavano sezioni separate della popolazione, vivendo nelle fattorie o nei villaggi insieme a rappresentanti di altri gruppi etnici. L'unica eccezione appariva l'Ingria occidentale, dove c'erano diversi villaggi esclusivamente estoni. Nel nord, le due enclavi estoni principale risultavano Tozerovo e Martjnovka (in estone Riianautio), nella regione di Vsevoložskij.
Nel 1935-1936, furono effettuati arresti di massa di estoni nell'Ingria occidentale e nelle regioni confinanti con l'Estonia, nonché a Leningrado: il grosso dei deportati finì in Asia centrale e più di 20 000 persone affrontarono delle repressioni (si pensi all'abolizione di tutti i consigli comunali nazionali estoni). Secondo il censimento del 2010, 495 estoni abitavano nel territorio dell'Ingria storica.